# Velika nagrada Toskane
Velika nagrada Toskane je automobilistička utrka Formule 1 koja se prvi i jedini put održala 2020. na stazi Mugello. Utrka je uvrštena u kalendar tijekom 2020., nakon niza otkazivanja drugih utrka Formule 1 zbog pandemije koronavirusa. FIA je odlučila da će se čak tri utrke Formule 1 2020. voziti u Italiji. Pošto je prva utrka u Monzi nosila službeni naziv Velika nagrada Italije, čelnici FIA-e su odlučili da će ostalim utrkama na Mugellu i Imoli dati naziv Velika nagrada Toskane i Velika nagrada Emilia-Romagne. Upravo je ova utrka 1000-ta utrka Ferrarijeve ekipe u utrkama Formule 1 i obilježena je na stazi koja je u njihovu vlasništvu od 1988.

### Pobjednici
| Godina | Vozač          | Bolid    | Staza                                |
| ------ | -------------- | -------- | ------------------------------------ |
| 2020.  | Lewis Hamilton | Mercedes | Autodromo Internazionale del Mugello |